# Торахіме
Торахіме (яп. 虎姫町, торахіме тьо ) — містечко в Японії, у північно-східній частині префектури Сіґа. Засноване 10 грудня 1940 року.
Містечко відоме буддистським храмом Ґьокусендзі (玉泉寺).